# Gimme Some Truth
«Gimme Some Truth» (оригинальное название — «Give Me Some Truth») — песня протеста Джона Леннона из альбома Imagine 1971 года. Композиция содержит отголоски периода последних лет Войны во Вьетнаме.
Леннон начал работать над песней в январе 1969 года во время битловских сессий Get Back, из которых впоследствии был создан альбом Let It Be. На записи, спродюсированной Филом Спектором, звучит слайд-гитара (Джордж Харрисон) и бас-гитара (Клаус Форман). 15 ноября 1982 года в Великобритании «Gimme Some Truth» был выпущен синглом как сторона «Б» песни «Love». В британских чартах сингл достиг 41 строчки.

## История написания
Вторая сторона [альбома Imagine] начинается с «Gimme Some Truth», которую я начал год или два назад — вероятно, в Индии. Мы там много писали. Это старая фраза, которая у меня была долгое время, но я снова изменил текст. Мне нравится этот трек, потому что он звучит хорошо, но не привлёк к себе особого внимания, так что это личный трек, и мне нравится его звучание. Гитары хорошие, и голос звучит хорошо, и, знаете ли, в «Gimme Some Truth» Джордж [Харрисон] делает резкое соло своим стальным пальцем (он не слишком горд этим, но мне это нравится).Джон Леннон, 1971 год, 

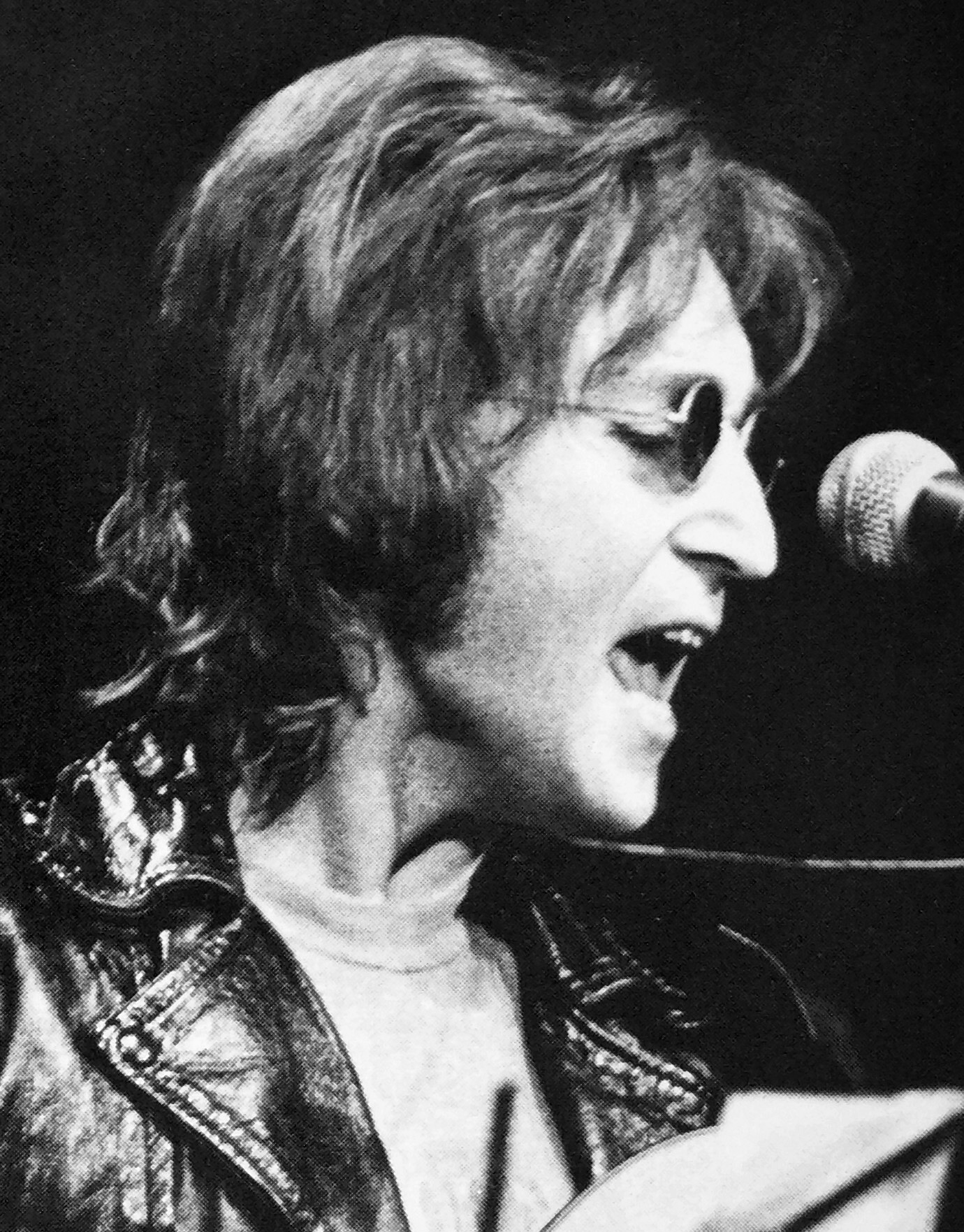
Джон Леннон в 1971 году

Истоки «Gimme Some Truth» («Give Me Some Truth») восходят к поездке The Beatles в 1968 году в Индию, где они изучали трансцендентальную медитацию у Махариши Махеш Йоги. Леннон вспоминал, что Пол Маккартни причастен к созданию «средней восьмёрки» на моменте «No short-haired, yellow-bellied son of Tricky Dicky, / Is gonna Mother Hubbard, soft soap me». Группа впервые исполнила песню во время сессий записи альбома Let It Be 3 и 7 января 1969 года, где Пол Маккартни ассистировал Джону. Окончательный вариант The Beatles был записан 24 января и спродюсирован Джорджем Мартином при участии Глина Джонса. Он вошёл в переиздание альбома 14 октября 2021 года, а также документальный фильм «The Beatles: Get Back».

### Текст
Это о политиках, газетчиках и всех лицемерах мира. И мужчины-шовинисты, это тоже про них. Я считаю, что музыка отражает то состояние, в котором находится общество. Здесь нечего скрывать. Не совсем. Я имею в виду, мы все любим гадить наедине, и у нас, безусловно, есть вещи, которые мы предпочитаем делать наедине, наедине. А вообще что тут скрывать? Я имею в виду, в чем главный секрет?Джон Леннон, 1971 год, 

Президент Никсон

По словам Питера Джексона, режиссёра «The Beatles: Get Back», повторяющиеся строки «Money for rope / Money for dope» придумал Пол Маккартни во время сессий Get Back. Джексон показал Маккартни кадры из своего документального фильма о том, как The Beatles исполняют эту песню, но тот не помнил, как работал над ней.
Через два года, уже хорошо зарекомендовав своё сольное творчество, Леннон вернулся к «Gimme Some Truth» и слегка изменил в нём текст: прежде всего, чтобы включить отсылку на тогдашнего президента США Ричарда Никсона. К тому времени одной из основных тематик песен Джона была политика, и «Gimme Some Truth» стала одной из его первых песен протеста. «Gimme Some Truth» передает разочарование Леннона обманчивыми политиками. По мнению Джона Блейни, «Gimme Some Truth» также могло быть обращением к участникам The Beatles в период их распада.

## Запись

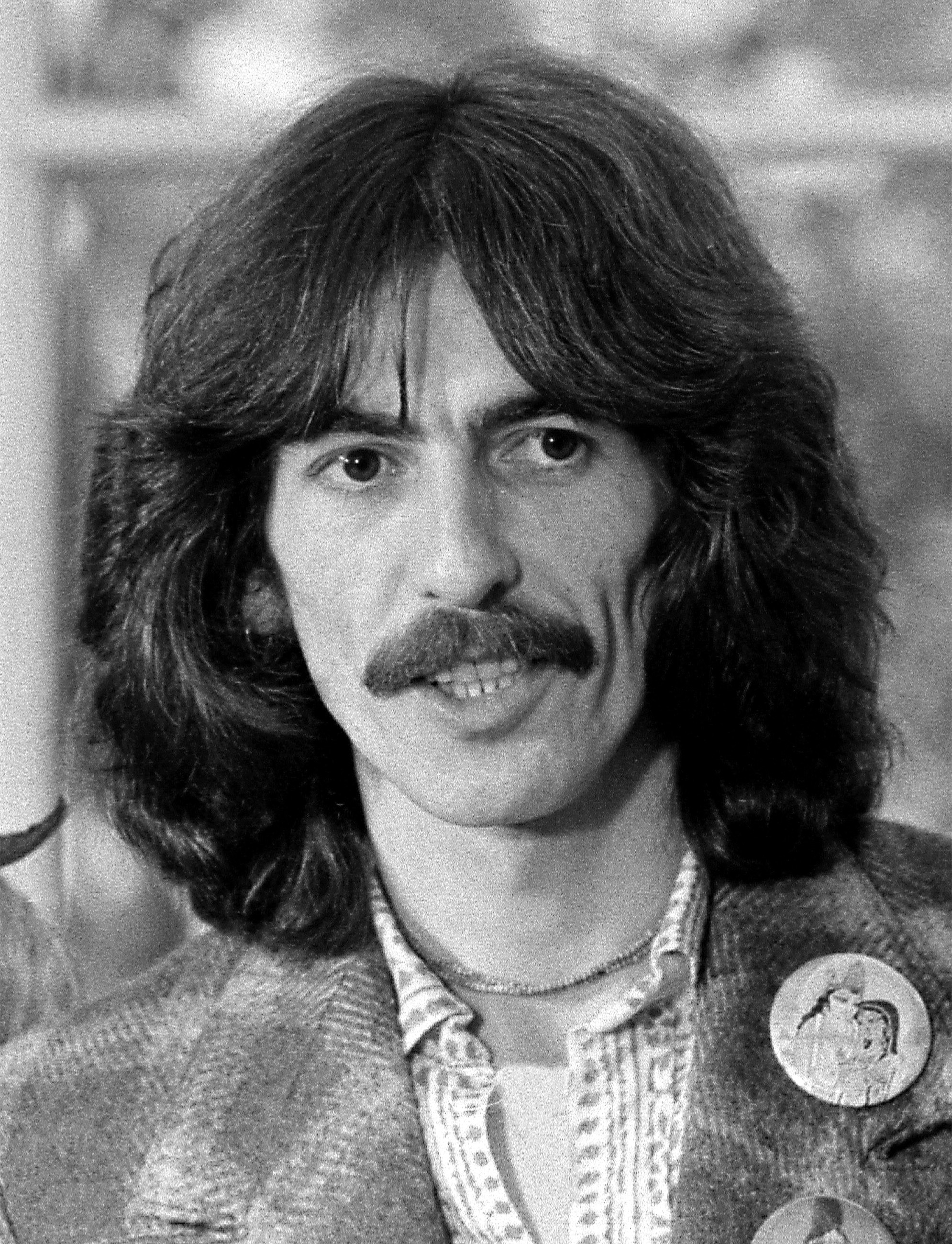
Джордж Харрисон в 1974 году

Леннон записал «Gimme Some Truth» 25 мая 1971 года на студии Ascot Sound в своей усадьбе Титтенхёрст. На слайд-гитаре сыграл бывший товарищ Джона по The Beatles Джордж Харрисон, а на бас-гитаре — гамбургский партнёр группы Клаус Форман.
После одного из дублей Леннон дал понять, что он считает его подходящим для выпуска. Комментарий продюсера Фила Спектора о том, что «всё идёт» побудил разочарованного Леннона ответить: «О, не так ли?». Музыканты справились со следующей попытки, 4 дубля. На восьмидорожечной кассете первая и вторая дорожки (треки) содержали бас Формана и ударные Алана Уайта соответственно, третья — наложения баса и малого барабана. Фортепиано Джона Таута и электрическое фортепиано Ники Хопкинса были записаны на четвёртой дорожке, а электрогитара Леннона — на пятой. Шестой трек содержал акустические гитары в исполнении Рода Линтона и Энди Дэвиса, а седьмой — наложение электрогитары. Восьмая дорожка состоит из дальнейших наложений вокала и слайд-гитары.
Леннон записал свой вокал (процесс был снят на плёнку) и слайд-гитару 28 мая. Во время одного из дублей он записал песню в стиле Эдди Кокрана и даже включил строчку из его песни «Cut Across Shorty». В конце финальной версии песни можно услышать, как Леннон поёт «All I want is the truth». Запись закончилась словами Леннона: «This is the truth». Наложение бас-гитары было записано 4 июля 1971 года Клаусом Форманом на Record Plant в Нью-Йорке.

## Выпуск
Впервые «Gimme Some Truth» была показана широкой публике во втором альбоме Леннона и Оно Imagine, вышедшем 9 сентября 1971 года, в качестве первой песни на стороне «Б». В Великобритании 15 ноября 1982 года лейблом Parlophone Records был выпущен сингл с ремиксом песни «Love» с «Gimme Some Truth» на стороне «Б». Сингл продержался в чартах семь недель.

## Участники записи
- Джон Леннон — вокал, электрогитара
- Джордж Харрисон — слайд-гитара
- Клаус Форман — бас-гитара
- Ники Хопкинс — электрическое фортепиано
- Джон Таут — фортепиано
- Рода Линтон и Энди Дэвис — акустическая гитара
- Алан Уайт — ударные музыкальные инструменты
- Фил Спектор — продюсер

## Чарты и сертификации
| Чарты (1982)   | Высшая позиция |
| -------------- | -------------- |
| Великобритания | 41             |

## Восприятие
В обзоре альбома Imagine для книги «Christgau’s Record Guide: Rock Albums of the Seventies» музыкальный критик Роберт Кристгау написал, что песня «объединяет разоблаченного Леннона с игрой слов Джона из „Бландерленда“». Автор Роберт Родригес комментирует, что Imagine хорошо известна своими коммерческими качествами и «радиоприёмником», но на более содержательных треках Джордж Харрисон даёт «одни из самых суровых произведений», особенно на «Gimme Some Truth». Родригес подчёркивает, что соло Харрисона на слайд-гитаре «столь же болезненно», как и его игра в «How Do You Sleep?» и описывает трек как «ядовитую атаку правительственному лицемерию».
Лиза Райт из New Musical Express поместила «Gimme Some Truth» на пятое место среди самых величайших сольных песен Джона, заявив, что в песне Леннон «попытался просеять водоворот медиа-чуши, чтобы найти свет в конце туннеля», и заключив, что «презрение никогда не звучало так хорошо». Ник Деризо из Ultimate Classic Rock поставил её на третье место среди политических песен Леннона и похвалил её «блестящую игру слов». Критик Роб Хьюз из Classic Rock оценил «Gimme Some Truth» как величайшую политическую песню Леннона, сказав: «Леннон здесь в своей лучшей форме, он нападает на лицемеров, фанатиков, примадонн и действующего главу Белого дома Ричарда Никсона». По мнению Мартина Чилтона из uDiscoverMusic, строки песни актуальны и по сей день для мира, наполненного фальшивыми новостями.

## Кавер-версии и исполнения
Песня неоднократно перепевалась различными исполнителями. Многие группы и исполнители использовали «Gimme Some Truth» как песню на стороне «Б» какого либо сингла: в том числе, Generation X («King Rocker», 1978); Ash («Angel Interceptor», 1995); Travis («More Than Us», 1998); Primal Scream («Country Girl», 2006). The Wonder Stuff включили песню в расширенную версию альбома Hup 1989 года. Сэм Филлипс записала версию для своего альбома 1994 года Martinis & Bikinis.
На сборнике 2007 года Instant Karma: The Amnesty International Campaign to Save Darfur фронтмен The Wallflowers Джейкоб Дилан исполняет кавер-версию песни, а Дхани Харрисон воспроизводит роль своего отца в качестве ведущего гитариста. Мексиканская группа Jaguares сделала ещё одну кавер-версию для того же альбома. Мэтью Свит и Сюзанна Хоффс выпустили свой вариант песни в альбоме 2009 года Under the Covers, Vol. 2.
Cheap Trick выпустили кавер на «Gimme Some Truth» в качестве сингла в 2019 году. Он появился в их альбоме 2021 года In Another World. 8 декабря 2019 года группа Full Story Band при участии KT Tunstall выпустила свою вариацию композиции в помощь благотворительной организации War Child. Летом 2020 года Билли Джо Армстронг из Green Day опубликовал кавер на песню в стиле Generation X. Среди прочих авторов каверов на песню — Fatal Flowers, Gems. Foo Fighters, Билли Айдол, Drive-By Truckers и панк-группа Anti-Flag. Во время пандемии коронавируса в 2020 году барабанщик-виртуоз Майк Портной выпустил своё исполнение песни на YouTube, чтобы отпраздновать 80-летие Джона Леннона — вместо Ричарда Никсона Портной раскритиковал политику Дональда Трампа. Kula Shaker выпустили свою кавер-версию «Gimme Some Truth» в качестве сингла 4 ноября 2022 года. В этом же году свою версию опубликовали Militarie Gun из Лос-Анджелеса.

## Влияние
Документальный фильм 2000 года, показывающий записи и эволюцию Imagine, получил название Gimme Some Truth: The Making of John Lennon’s Imagine Album, использует название песни. Джон Винер назвал свою книгу 1999 года о попытке президента Никсона депортировать Леннона в 1972 году Gimme Some Truth: The John Lennon FBI Files.
Название используется для альбома-компиляции 2020 года величайших песен Леннона, ремикшированных с нуля его сыном Шоном. Альбом был выпущен 9 октября 2020 года, в день 80-летия Джона Леннона. Австралийская рок-н-ролльная группа Money For Rope получила своё название из строчки песни.
Вот как о песне и альбоме отзывался солист группы U2 Боно:
Я помню, как слушал альбом Imagine, когда мне было 12 лет. Он изменил форму моей спальни, изменил форму моей головы и изменил форму моей жизни. Это просто так расширило диафрагму, как будто я впервые увидел мир. Я узнал текст песни «Gimme Some Truth», и это в некотором роде стало шаблоном для всего, что за этим последовало.Боно, 